# Georg Baumann (Ringer)
Georg Baumann (* 1. September 1892 in Sankt Petersburg, Russisches Kaiserreich; † 1934) war ein estnisch-russischer Ringer.

## Leben
Baumann wurde in St. Petersburg in eine estnische Familie geboren. Bei den Olympischen Spielen 1912 in Stockholm trat er für das Russische Kaiserreich im Leichtgewicht an, schied jedoch nach einer Auftaktniederlage gegen den späteren Olympiasieger Eemeli Väre aus Finnland und einem weiteren verlorenen Duell in der zweiten Runde gegen dessen Landsmann Johan Salonen direkt aus. Ein Jahr später wurde er in Breslau im Mittelgewicht Weltmeister.
Während des Ersten Weltkriegs kämpfte er als Pilot der Kaiserlich Russischen Luftstreitkräfte an der Front. 1922 ließ er sich in Harbin nieder, später in Shanghai, wo er jeweils in Zirkussen auftrat.